# Муниципальное образование «Тыргетуй»
Муниципальное образование «Тыргетуй» — муниципальное образование со статусом сельского поселения в
Аларском районе Иркутской области России. 
Административный центр — село Тыргетуй.

## Демография
По результатам Всероссийской переписи населения 2010 года
численность населения муниципального образования составила 827 человек, в том числе 418 мужчин и 409 женщин.
| 2010 | 2011 | 2012 | 2013 | 2014 | 2015 | 2016 |
| ---- | ---- | ---- | ---- | ---- | ---- | ---- |
| 827  | ↘824 | ↘809 | ↗815 | ↘786 | ↘773 | ↘770 |
| 2017 |      |      |      |      |      |      |
| ↗772 |      |      |      |      |      |      |

## Состав сельского поселения
| № | Населённый пункт | Тип населённого пункта       | Население |
| - | ---------------- | ---------------------------- | --------- |
| 1 | Балтуй           | деревня                      | ↘88       |
| 2 | Икинат           | деревня                      | ↘258      |
| 3 | Тыргетуй         | село, административный центр | ↘463      |